# گمینا بچنا
گمینا بچنا (به لهستانی:  Gmina Byczyna) یک گمینا در لهستان است که در شهرستان کلوچبورک واقع شده‌است. گمینا بچنا ۱۸۲٫۸۹ کیلومتر مربع مساحت و ۹٬۸۱۴ نفر جمعیت دارد.